# Chris Clements
Chris Clements est un réalisateur d'épisodes pour la série télévisée américaine Les Simpson, depuis la quatorzième saison. Le deuxième épisode qu'il a réalisé, Mon meilleur ennemi a été nommé pour l'Emmy Award dans la catégorie du meilleur programme d'animation de moins d'une heure en 2007.

## Filmographie

### Réalisation pourLes Simpson
| Année | Titre                                    | Titre original                                    | Saison | Épisode | Scénariste                          |
| ----- | ---------------------------------------- | ------------------------------------------------- | ------ | ------- | ----------------------------------- |
| 2003  | Le Tube qui tue                          | Dude, Where's My Ranch?                           | 14     | 18      | Ian Maxtone-Graham                  |
| 2006  | Mon meilleur ennemi                      | The Haw-Hawed Couple                              | 18     | 8       | Matt Selman                         |
| 2008  | Colonel Homer                            | Papa Don't Leech                                  | 19     | 16      | Reid Harrison                       |
| 2009  | Maggie s'éclipse                         | Gone Maggie Gone                                  | 20     | 13      | Billy Kimball et Ian Maxtone-Graham |
| 2010  | Million dollar ma biche                  | Million Dollar Maybe                              | 21     | 11      | Bill Odenkirk                       |
| 2011  | Faux Amis                                | Moms I'd Like to Forget                           | 22     | 10      | Brian Kelley                        |
| 2011  | La Grande Simpsina                       | The Great Simpsina                                | 22     | 18      | Matt Warburton                      |
| 2012  | Le Rest'oh social                        | The D'oh-cial Network                             | 23     | 11      | J. Stewart Burns                    |
| 2012  | Un truc super à ne jamais refaire        | A Totally Fun Thing That Bart Will Never Do Again | 23     | 19      | Matt Warburton                      |
| 2013  | Un test avant d'essayer                  | A Test Before Trying                              | 24     | 10      | Joel H. Cohen                       |
| 2013  | Pinaise fiction                          | Pulpit Friction                                   | 24     | 18      | Bill Odenkirk                       |
| 2014  | Le Mariage du blob                       | Married to the Blob                               | 25     | 10      | Tim Long                            |
| 2014  | Luca$                                    | Luca$                                             | 25     | 17      | Carolyn Omine                       |
| 2015  | Grand et Fort                            | Walking Big & Tall                                | 26     | 13      | Michael Price                       |
| 2015  | Les Vieux Coucous                        | Let's Go Fly a Coot                               | 26     | 20      | Jeff Westbrook                      |
| 2016  | Code fille                               | The Girl Code                                     | 27     | 10      | Rob LaZebnik                        |
| 2016  | Les Chroniques Marge-iennes              | The Marge-ian Chronicles                          | 27     | 16      | Brian Kelley                        |
| 2016  | L'orange est le nouveau jaune            | Orange Is the New Yellow                          | 27     | 22      | Eric Horsted (en)                   |
| 2017  | Phatsby le Magnifique (Partie 1)         | The Great Phatsby: Part 1                         | 28     | 12      | Dan Greaney                         |
| 2017  | 22 pour 30                               | 22 for 30                                         | 28     | 17      | Joel H. Cohen                       |
| 2018  | Professeur testeur                       | Frink Gets Testy                                  | 29     | 11      | Dan Vebber                          |
| 2018  | Punaise !                                | King Leer                                         | 29     | 16      | Daniel Furlong et Zach Posner       |
| 2019  | La Fille dans le bus                     | The Girl on the Bus                               | 30     | 12      | Joel H. Cohen                       |
| 2019  | Bart contre Itchy et Scratchy            | Bart vs. Itchy & Scratchy                         | 30     | 18      | Megan Amram                         |
| 2019  | Todd, Todd, pourquoi m'as-tu abandonné ? | Todd, Todd, Why Hast Thou Forsaken Me?            | 31     | 9       | Tim Long et Miranda Thompson        |
| 2020  | Droit au puits                           | Highway to Well                                   | 31     | 17      | Carolyn Omine                       |
| 2021  | Envie de paternité                       | The Dad-Feelings Limited                          | 32     | 11      | Ryan Koh                            |
| 2021  | Femmes à l'état brut                     | Uncut Femmes                                      | 32     | 17      | Christine Nangle                    |
| 2022  | Seuls et tous pixélisés                  | Pixelated and Afraid                              | 33     | 12      | John Frink                          |
| 2022  | La Musique de Gingivite                  | The Sound of Bleeding Gums                        | 33     | 17      | Loni Steele Sosthand                |
| 2022  | Crise de hockey                          | Top Goon                                          | 34     | 11      | Joel H. Cohen                       |
| 2023  | Jeu de quilles                           | Pin Gal                                           | 34     | 17      | Jeff Westbrook                      |
| 2023  | Meurtre en eaux troubles                 | Murder, She Boat                                  | 35     | 9       | Broti Gupta                         |
| 2024  | La Nuit du salaire minimum vital         | Night of the Living Wage                          | 35     | 14      | Cesar Mazariegos                    |
| 2025  | The Flandshees of Innersimpson           | The Flandshees of Innersimpson                    | 36     | 15      | Dan Vebber                          |
| 2025  | Full Heart, Empty Pool                   | Full Heart, Empty Pool                            | 36     | 21      | Jeff Westbrook                      |

### Animateur
- 1994-2019 : Les Simpson (51 épisodes)
- 2014 : The Simpsons Take the Bowl